# Françoise Bertin
Françoise Bertin (ur. 23 września 1925 w Paryżu, zm. 26 października 2014 w Galan) – francuska aktorka filmowa, telewizyjna i teatralna.

## Życiorys
Bertin była siostrzenicą Suzanne-Marie Bertin – francuskiej aktorki i piosenkarki. Jej mąż, Gérard Lorin – aktor i producent zmarł 29 lutego 2000 roku. W 1949 roku zadebiutowała w teatrze,  w Saint-Étienne, w sztuce "Miarka za miarkę" Williama Shakespeare'a. W 1961 roku pojawiła się pierwszy raz na ekranie telewizyjnym w filmie – "Zeszłego roku w Marienbadzie" Alaina Resnais – dramacie nominowaym do Oscara. W 1993 roku została nagrodzona nagrodą "Molière" dla najlepszej aktorki drugoplanowej za sztukę teatralną Laurenta Terzieffa „Temps contre temps” ("Czas przeciwko czasowi").

## Wybrana filmografia
- 1961: Zeszłego roku w Marienbadzie (L’année dernière à Marienbad)
- 1963: Muriel (Muriel ou le Temps d'un retour)
- 1964: Dziennik panny służącej (Le journal d’une femme de chambre)
- 1966: Wojna się skończyła (La guerre est finie)
- 1974: Arkady Luwru (Les guichets du Louvre)
- 1974: On s'est trompé d'histoire d'amour
- 1976: Ciało mojego wroga (Le corps de mon ennemi)
- 1977: Syrop miętowy (Diabolo menthe)
- 1977: L'ancre de miséricorde
- 1989: Les cinq dernières minutes – serial telewizyjny, jeden odcinek
- 1995: Anioł Stróż (Les anges gardiens)
- 1996: Les Alsaciens ou les Deux Mathilde
- 1997: Znamy tę piosenkę  (On connaît la chanson)
- 1998: Une femme d’honneur – serial telewizyjny, jeden odcinek
- 1999: La crim’ – serial telewizyjny, jeden odcinek
- 2000: Uwięziona (La captive)
- 2000: Le miroir aux alouettes
- 2002: Prawdziwe oblicze Charliego (The Truth About Charlie)
- 2003: Kwiaty zła (La fleur du mal)
- 2004: Cała przyjemność po mojej stronie (Tout le plaisir est pour moi)
- 2005: Piekło (L'enfer)
- 2006: Nie mów nikomu (Ne le dis à personne)
- 2007: Po prostu razem (Ensemble, c’est tout)
- 2008: Świąteczne opowieści (Un conte de Noël)
- 2009: Mikołajek (Le petit Nicolas)
- 2009: Plus belle la vie – serial telewizyjny, cztery odcinki
- 2009: Les petits meurtres d’Agatha Christie – serial telewizyjny, jeden odcinek
- 2013: Babcia Gandzia (Paulette)